# Grande prémio de romance da Academia francesa
O Grande prémio de romance é um prémio literário em francês, criado em 1914 e concedido a cada ano pela Academia francesa , no mês de outubro, para " premiar o autor do romance que a Academia tem considerado o melhor do ano ". Tradicionalmente abre a temporada de prêmios literários, francês.

## Lista de vencedores do Grande prémio de romance
| Ano  | Autor                          | Obra                                        | Edição                   | Notas                                                                            |  |
| ---- | ------------------------------ | ------------------------------------------- | ------------------------ | -------------------------------------------------------------------------------- |  |
| 1915 | Paul Acker                     | por todo o seu trabalho                     |                          |                                                                                  |  |
| 1916 | Louis de Blois, dit Avesnes    | L'Île heureuse                              | Plon                     |                                                                                  |  |
| 1917 | Charles Géniaux                | pelo conjunto da sua obra                   |                          |                                                                                  |  |
| 1918 | Camille Mayran                 | Histoire de Gotton Connixloo                | Plon                     |                                                                                  |  |
| 1919 | Pierre Benoit                  | L'Atlantide                                 | Albin Michel             |                                                                                  |  |
| 1920 | André Corthis                  | Pour moi seule                              | Albin Michel             |                                                                                  |  |
| 1921 | Pierre Villetard               | Monsieur Bille dans la tourmente            | Fasquelle                |                                                                                  |  |
| 1922 | Francis Carco                  | L'Homme traqué                              | Albin Michel             |                                                                                  |  |
| 1923 | Alphonse de Châteaubriant      | La Brière                                   | Grasset                  |                                                                                  |  |
| 1924 | Émile Henriot                  | Aricie Brun ou les Vertus bourgeoises       | Plon                     |                                                                                  |  |
| 1925 | François Duhourcau             | L'Enfant de la victoire                     | La Vraie France          |                                                                                  |  |
| 1926 | François Mauriac               | Le Désert de l'amour                        | Grasset                  |                                                                                  |  |
| 1927 | Joseph Kessel                  | Les Captifs                                 | Gallimard                |                                                                                  |  |
| 1928 | Jean Balde                     | Reine d'Arbieux                             | Plon                     |                                                                                  |  |
| 1929 | André Demaison                 | Le Livre des bêtes qu'on appelle sauvages   | Grasset                  |                                                                                  |  |
| 1930 | Jacques de Lacretelle          | Amour nuptial                               | Gallimard                |                                                                                  |  |
| 1931 | Henri Pourrat                  | Gaspard des montagnes                       | Albin Michel             |                                                                                  |  |
| 1932 | Jacques Chardonne              | Claire                                      | Grasset                  |                                                                                  |  |
| 1933 | Roger Chauviré                 | Mademoiselle de Bois-Dauphin                | Flammarion               |                                                                                  |  |
| 1934 | Paule Régnier                  | L'Abbaye d'Évolayne                         | Plon                     |                                                                                  |  |
| 1935 | Albert Touchard                | La Guêpe                                    | Éditions de France       |                                                                                  |  |
| 1936 | Georges Bernanos               | Journal d'un curé de campagne               | Plon                     |                                                                                  |  |
| 1937 | Guy de Pourtalès               | La Pêche miraculeuse                        | Gallimard                |                                                                                  |  |
| 1938 | Jean de La Varende             | Le Centaure de Dieu                         | Grasset                  |                                                                                  |  |
| 1939 | Antoine de Saint-Exupéry       | Terre des hommes                            | Gallimard                |                                                                                  |  |
| 1940 | Édouard Peisson                | Le Voyage d'Edgar                           | Grasset                  |                                                                                  |  |
| 1941 | Robert Bourget-Pailleron       | La Folie Hubert                             | Gallimard                |                                                                                  |  |
| 1942 | Jean Blanzat                   | L'Orage du matin                            | Grasset                  |                                                                                  |  |
| 1943 | Joseph-Henri Louwyck           | Danse pour ton ombre !                      | Plon                     |                                                                                  |  |
| 1944 | Pierre Lagarde                 | Valmaurie                                   | Baudinière               |                                                                                  |  |
| 1945 | Marc Blancpain                 | Le Solitaire                                | Flammarion               |                                                                                  |  |
| 1946 | Jean Orieux                    | Fontagre                                    | Éd. de la Revue Fontaine |                                                                                  |  |
| 1947 | Philippe Hériat                | Famille Boussardel                          | Gallimard                |                                                                                  |  |
| 1948 | Yves Gandon                    | Ginèvre                                     | Henri Lefebvre           |                                                                                  |  |
| 1949 | Yvonne Pagniez                 | Évasion 44                                  | Flammarion               |                                                                                  |  |
| 1950 | Joseph Jolinon                 | Les Provinciaux                             | Milieu du Monde          |                                                                                  |  |
| 1951 | Bernard Barbey                 | Chevaux abandonnés sur le champ de bataille | Julliard                 |                                                                                  |  |
| 1952 | Henri Castillou                | Le Feu de l'Etna                            | Albin Michel             |                                                                                  |  |
| 1953 | Jean Hougron                   | Mort en fraude                              | Donnat                   |                                                                                  |  |
| 1954 | (ex-æquo) Pierre Moinot        | La Chasse royale                            | Gallimard                |                                                                                  |  |
| 1954 | (ex-æquo) Paul Mousset         | Neige sur un amour nippon                   | Grasset                  |                                                                                  |  |
| 1955 | Michel de Saint Pierre         | Les Aristocrates                            | La Table ronde           |                                                                                  |  |
| 1956 | Paul Guth                      | Le Naïf Locataire                           | Albin Michel             |                                                                                  |  |
| 1957 | Jacques de Bourbon Busset      | Le Silence et la Joie                       | Gallimard                |                                                                                  |  |
| 1958 | Henri Queffélec                | Un royaume sous la mer                      | Presses de la Cité       |                                                                                  |  |
| 1959 | Gabriel d'Aubarède             | La Foi de notre enfance                     | Flammarion               |                                                                                  |  |
| 1960 | Christian Murciaux             | Notre-Dame des désemparés                   | Plon                     |                                                                                  |  |
| 1961 | Pham Van Ky                    | Perdre la demeure                           | Gallimard                | Primeiro vencedor vietnamita                                                     |  |
| 1962 | Michel Mohrt                   | La Prison maritime                          | Gallimard                |                                                                                  |  |
| 1963 | Robert Margerit                | La Révolution                               | Gallimard                |                                                                                  |  |
| 1964 | Michel Droit                   | Le Retour                                   | Julliard                 |                                                                                  |  |
| 1965 | Jean Husson                    | Le Cheval d'Herbeleau                       | Seuil                    |                                                                                  |  |
| 1966 | François Nourissier            | Une histoire française                      | Grasset                  |                                                                                  |  |
| 1967 | Michel Tournier                | Vendredi ou les Limbes du Pacifique         | Gallimard                |                                                                                  |  |
| 1968 | Albert Cohen                   | Belle du Seigneur                           | Gallimard                |                                                                                  |  |
| 1969 | Pierre Moustiers               | La Paroi                                    | Gallimard                |                                                                                  |  |
| 1970 | Bertrand Poirot-Delpech        | La Folle de Lituanie                        | Gallimard                |                                                                                  |  |
| 1971 | Jean d'Ormesson                | La Gloire de l'Empire                       | Gallimard                |                                                                                  |  |
| 1972 | Patrick Modiano                | Les Boulevards de ceinture                  | Gallimard                |                                                                                  |  |
| 1973 | Michel Déon                    | Un taxi mauve                               | Gallimard                |                                                                                  |  |
| 1974 | Kléber Haedens                 | Adios                                       | Grasset                  |                                                                                  |  |
| 1975 | Prémio não atribuído           |                                             |                          |                                                                                  |  |
| 1976 | Pierre Schoendoerffer          | Le Crabe-tambour                            | Grasset                  |                                                                                  |  |
| 1977 | Camille Bourniquel             | Tempo                                       | Julliard                 |                                                                                  |  |
| 1978 | Pascal Jardin                  | Le Nain jaune                               | Julliard                 |                                                                                  |  |
| 1979 | Henri Coulonges                | l'Adieu à la femme sauvage                  | Stock                    |                                                                                  |  |
| 1980 | Louis Gardel                   | Fort Saganne                                | Seuil                    |                                                                                  |  |
| 1981 | Jean Raspail                   | Moi, Antoine de Tounens, roi de Patagonie   | Albin Michel             |                                                                                  |  |
| 1982 | Vladimir Volkoff               | Le Montage                                  | Julliard                 |                                                                                  |  |
| 1983 | Liliane Guignabodet            | Natalia                                     | Albin Michel             |                                                                                  |  |
| 1984 | Jacques-Francis Rolland        | Un dimanche inoubliable près des casernes   | Grasset                  |                                                                                  |  |
| 1985 | Patrick Besson                 | Dara                                        | Seuil                    |                                                                                  |  |
| 1986 | Pierre-Jean Rémy               | Une ville immortelle                        | Albin Michel             |                                                                                  |  |
| 1987 | Frédérique Hébrard             | Le Harem                                    | Flammarion               |                                                                                  |  |
| 1988 | François-Olivier Rousseau      | La Gare de Wannsee                          | Grasset                  |                                                                                  |  |
| 1989 | Geneviève Dormann              | Le Bal du dodo                              | Albin Michel             |                                                                                  |  |
| 1990 | Paule Constant                 | White Spirit                                | Gallimard                |                                                                                  |  |
| 1991 | François Sureau                | L'Infortune                                 | Gallimard                |                                                                                  |  |
| 1992 | Franz-Olivier Giesbert         | L'Affreux                                   | Grasset                  |                                                                                  |  |
| 1993 | Philippe Beaussant             | Héloïse                                     | Gallimard                |                                                                                  |  |
| 1994 | Frédéric Vitoux                | La Comédie de Terracina                     | Seuil                    |                                                                                  |  |
| 1995 | Alphonse Boudard               | Mourir d'enfance                            | Robert Laffont           |                                                                                  |  |
| 1996 | Calixthe Beyala                | Les Honneurs perdus                         | Albin Michel             |                                                                                  |  |
| 1997 | Patrick Rambaud                | La Bataille                                 | Grasset                  | Laureado no mesmo ano que o prémio Goncourt                                      |  |
| 1998 | Anne Wiazemsky                 | Une poignée de gens                         | Gallimard                |                                                                                  |  |
| 1999 | (ex-æquo) François Taillandier | Anielka                                     | Stock                    |                                                                                  |  |
| 1999 | (ex-æquo) Amélie Nothomb       | Stupeur et Tremblements                     | Albin Michel             | Autora belga                                                                     |  |
| 2000 | Pascal Quignard                | Terrasse à Rome                             | Gallimard                |                                                                                  |  |
| 2001 | Éric Neuhoff                   | Un bien fou                                 | Albin Michel             |                                                                                  |  |
| 2002 | Marie Ferranti                 | La Princesse de Mantoue                     | Gallimard                |                                                                                  |  |
| 2003 | Jean-Noël Pancrazi             | Tout est passé si vite                      | Gallimard                |                                                                                  |  |
| 2004 | Bernard du Boucheron           | Court Serpent                               | Gallimard                |                                                                                  |  |
| 2005 | Henriette Jelinek              | Le Destin de Iouri Voronine                 | Fallois                  |                                                                                  |  |
| 2006 | Jonathan Littell               | Les Bienveillantes                          | Gallimard                | Laureado no mesmo ano que o prémio Goncourt                                      |  |
| 2007 | Vassilis Alexakis              | Ap. J.-C.                                   | Stock                    |                                                                                  |  |
| 2008 | Marc Bressant                  | La Dernière Conférence                      | Fallois                  |                                                                                  |  |
| 2009 | Pierre Michon                  | Les Onze                                    | Verdier                  |                                                                                  |  |
| 2010 | Éric Faye                      | Nagasaki                                    | Stock                    |                                                                                  |  |
| 2011 | Sorj Chalandon                 | Retour à Killybegs                          | Grasset                  |                                                                                  |  |
| 2012 | Joël Dicker                    | La Vérité sur l'affaire Harry Quebert       | Fallois                  | Primeiro vencedor suíço, laureado no mesmo ano que o prémio Goncourt des lycéens |  |
| 2013 | Christophe Ono-dit-Biot        | Plonger                                     | Gallimard                | Recebeu igualmente o prémio Renaudot des lycéens                                 |  |
| 2014 | Adrien Bosc                    | Constellation                               | Stock                    |                                                                                  |  |
| 2015 | (ex-æquo) Hédi Kaddour         | Les Prépondérants                           | Gallimard                |                                                                                  |  |
| 2015 | (ex-æquo) Boualem Sansal       | 2084 : la fin du monde                      | Gallimard                | Autor argélio                                                                    |  |
| 2016 | Adélaïde de Clermont-Tonnerre  | Le Dernier des nôtres                       | Grasset                  |                                                                                  |  |
| 2017 | Daniel Rondeau                 | Mécaniques du chaos                         | Grasset                  |                                                                                  |  |